# NGC 675
NGC 675 ist eine Spiralgalaxie vom Hubble-Typ S im Sternbild Widder auf der Ekliptik. Sie ist schätzungsweise 232 Millionen Lichtjahre von der Milchstraße entfernt und hat einen Durchmesser von etwa 70.000 Lichtjahren. 

Im selben Himmelsareal befinden sich u. a. die Galaxien NGC 671 und NGC 677.
Das Objekt wurde am 25. September 1886 von dem US-amerikanischen Astronomen Lewis A. Swift entdeckt.